# Антицыганизм
Антицыгани́зм, цыганофо́бия, ромофо́бия — враждебность, предубеждение, неприязнь, нетерпимость и/или ненависть по отношению к цыганам, их языку и культуре, которые могут выражаться в дискриминации или гонениях по отношению к ним вплоть до геноцида. Один из вариантов ксенофобии и расизма. Цыгане — один из немногих народов, подвергавшийся дискриминации и гонениям на протяжении всей своей истории. В новейшее время цыгане — одна из наиболее бесправных и дискриминируемых групп населения в Европе и России.
Почти во всех странах проживания среди цыган очень высок уровень безработицы, они часто оказываются лишены социальных и пенсионных выплат, отстранены от общественно-политической жизни, мало участвуют в выборах.
Антицыганизм популярен как в быту, так и в рамках идеологии национализма, в особенности нацизма, а также в ряде течений неоязычества. Разнообразные занятия цыган общественное мнение и СМИ сводят к гаданию, воровству и наркоторговле, иногда упоминая искусство. Широко распространено мнение о вовлечённости большинства цыган в криминальную деятельность. Многие радикальные националисты считают цыган «генетически склонными к совершению преступлений». В идеологии белого расизма они считаются генетически («расово») дефектными в результате якобы пагубных межрасовых смешений, что, по мнению расистов, является причиной их негативных качеств.
Термин «антицыганизм» (англ. antigypsyism) признан Европейским парламентом и Европейской комиссией, а также значительной частью гражданского общества.

## Основные мифы
Дискриминационным может считаться сам наиболее распространённый экзоним цыган: «цыгане» — от греч. «αθίγγανος», «ατσίγγανος» — «неприкасаемый», названия малоизвестной секты магов, возможно, не связанной с цыганами. Однако во многих языках он приобрёл нейтральную окраску.
Исторически цыгане считались колдунами и людоедами. Миф о каннибализме цыган стал основой громкого судебного процесса, проходившего в Венгрии в 1782 году. Распространился слух о пропаже нескольких местных жителей. Был арестован целый ближайший табор из двухсот человек. В ходе следствия они признали свою вину. Пятнадцать мужчин повесили, шестерых колесовали, двоих четвертовали. Восемнадцать женщин обезглавили. Остальные 150 осуждённых ожидали казни. В это время императором была направлена комиссия с целью тщательно разобраться в этом деле. Комиссия выяснила, что признания были ложными, поскольку были получены под жестокими пытками. Следствие пыталось узнать, где тела убитых, и те наугад назвали несколько мест. Трупы найдены не были, поэтому истязания возобновились с удвоенной силой, тогда один из узников в отчаянии крикнул: «Мы их съели!». Тогда «каннибалов» начали по очереди казнить и уничтожили бы весь табор, но лица, объявленные съеденными, были найдены живыми.
Согласно исторически сложившемуся стереотипу, цыгане грязные и неграмотные, их язык и культура примитивны. Если речь идёт об образованном и социализированном цыгане, часто действует стереотип: считается, что он полностью ассимилирован.
Другим распространённым мифом является тотальная криминализированность цыган. Не позднее начала XX века сформировался также миф о том, что значительная часть русского воровского жаргона состоит из заимствований из цыганского языка. В 1909 году криминалист Василий Лебедев писал, что язык русских преступников «носит характер интернациональности … в особенности же много в нем слов и выражений, заимствованных из языка тех племен, которые … волею судеб осуждены влачить жалкое существование, не имея отечества, промышляя также среди других народов, а именно цыган и евреев». В научной среде об этом впервые написал филолог и индолог А. П. Баранников в статье 1931 года «Цыганские элементы в русском воровском арго», вышедшей под эгидой Научно-исследовательского института речевой культуры, в которой утверждал, что в криминальном жаргоне имеется более 200 цыганских элементов. В начале статьи помещён исторический экскурс, в котором утверждается, что мужчины из индийской касты дом занимались воровством, а женщины — проституцией, «цыгане ещё в Индии были оторваны от сколько-нибудь стойкой трудовой базы», что не соответствует выводам исторической науки. Статья приводит антицыганские законы как следствие таборной преступности. Далее автор делает вывод о тотальной криминальности современных ему цыган. Если цыган не сидел в тюрьме, остальные якобы указывают на это как на «исключительную черту». Утверждается, что цыгане воспринимают тюремное заключение как «временное профессиональное заболевание, которое не может отбить охоты от увлекательного ремесла». Согласно Баранникову, русское воровское арго в значительной мере состоит из цыганских слов: «… из их среды выходит значительный процент преступников. Встречаясь в домах заключения с ворами — представителями других национальностей, цыгане преимущественно здесь могли передавать элементы своей лексики…». О цыганском фольклоре Баранников писал: «Воровство и вытекающие из него последствия являются богатейшей и излюбленной темой цыганской песни. В огромном количестве песен … воровство рассматривается … как занятие весьма похвальное, проявление удали и молодечества, даже героизма, и отсутствие умения воровать цыганская песня рассматривает как крупный и постыдный недостаток». В доказательство учёным приводятся четыре песни, записанные им на Украине.
Часто масштабы цыганской преступности и процент цыган, вовлечённых в криминальную деятельность, существенно преувеличиваются. В российских дореволюционных источниках упоминания о цыганах-заключённых встречаются лишь эпизодически. В первом послевоенном десятилетии доля цыган среди осуждённых практически соответствовала их проценту в общем населении СССР. В настоящее время в местах лишения свободы процент цыган среди заключённых также небольшой. Тем не менее, отдельные случаи преступлений, совершаемых цыганами, раздуваются СМИ, а иногда и фальсифицируются. В 2013 году проходили антицыганские демонстрации в спальном районе Май города Ческе-Будеёвице (Чехия), в связи с чем были организованы общественные слушания, на которых указывалось на высокий уровень преступности в районах проживания цыган. В ответ на это мэр города Юрай Тома заявил, что в районе Май он ниже, чем в других районах, особенно в сравнении с центром города.
Идея генетической или культурной обусловленности цыганской преступности рассматривается учёными как миф. Приведённые Баранниковым четыре цыганских украинских песни не зафиксированы другими исследователями, и само их существование сомнительно, поскольку сэрвы (украинские цыгане) почти не имеют собственно цыганского фольклора и поют украинские народные песни. В другой работе Баранников приводит ещё 17 песен, полученных от одного и того же неизвестного информатора, некой «цыганки из Льгова». Вопреки утверждению Баранникова об огромном количестве цыганских песен, воспевающих воровство, в русско-цыганском, кэлдэрарском и ловарском фольклоре процент песен, где упоминается кража, чрезвычайно мал (10 из 302, включённых в анализ), причём тема криминала в них чаще не главная, а побочная. Фольклор восхваляет не кражу, а мену лошадей. Часто герои песен именно покупают еду, одежду, украшения, повозки и предметы обихода. Большое число фольклорных текстов посвящёно тому, что злодеи отняли последнее у цыгана. В кинофильмах могут присутствовать цыганские песни, воспевающие воровство, однако их тексты создавалась или видоизменялась для выполнения определённой творческой задачи фильма, а не являются отражением цыганской культуры. Например, текст народной песни «Бричка» для фильма «Табор уходит в небо» (1975) был переделан: вместо строки «Ай, бричка, бричка э тачанка» появилась фраза «Ай, бричка, бричка мэ чорава» («бричку украду я»). Знаменитая песня из фильма «Неуловимые мстители» (1966): «На семь замков запирай вороного — Выкраду вместе с замками…» — и вовсе не имеет отношения к цыганскому фольклору, а была написана не цыганом.
Как показал лингвист В. В. Шаповал, связь русского воровского жаргона с цыганским языком является мифом, созданным в определённой исторической ситуации. Баранников приводит 113 слов и словосочетаний, из которых четверть не имеет отношения к цыганскому языку (латинизм «лярва», гебраизм «хавир», офенское «шурье» и др.). Остальные построения также являются фальсификацией: Баранников использовал словарь жаргона, изданный в 1927 году под руководством криминалиста Сергея Потапова, большая часть цыганских слов и фраз в котором, как было установлено, взята из цыганского языка, то есть к русскому жаргону отношения не имеет.
Традиционно и до настоящего времени цыгане часто обвиняются в похищении детей. Этот миф присутствует как в фольклоре, так и в искусстве. Такие литературные персонажи, как Эсмеральда, Фигаро, Пресьоса из новеллы Мигеля де Сервантеса в детстве были украдены цыганами. Известны также рассказы, статьи в журналах, комиксы, детские пьесы на эту тему. Основой для мифа послужило наличие в цыганских таборах светловолосых детей. В условиях традиционной многодетности бездетность была огромным несчастьем. Для бездетных цыган усыновить цыганского ребёнка было почти невозможно, поскольку в цыганской среде оставшихся без попечения детей практически не было, заботу об детях-сиротах брали на себя ближние или дальние родственники. По этой причине бездетные цыгане усыновляли не цыганских сирот, причём не путём похищения. Эта практика имеет место и в настоящее время. Светлые дети могут иметь и цыганское происхождение, что связано со смешением с другими народами. Миф о похищении цыганами детей воспроизводится и в современных СМИ. В 1998 году журнал «Marie Claire» вынес на обложку заголовок «Пленница цыганского табора». Статья «Возвращение блудной дочери» оказалась фальсификацией. В 2013 году в Греции у семьи цыган была изъята светловолосая девочка Мария. Этот случай спровоцировал вспышку цыганофобии в странах Европы. Позже выяснилось, что девочку им передала четырьмя годами ранее мать. Светловолосая девочка была изъята у цыганской семьи из Дублина (Ирландия), несмотря на наличие свидетельства о рождении. Позднее анализ ДНК подтвердил, что она является биологической дочерью своих цыганских родителей. В ирландском городе Атлоне полиции пришлось вернуть цыганам двухлетнего светлого мальчика, также оказавшегося их сыном.

## История

### Средние века
В византийских источниках начала XIII века упоминаются некие атцингане (греч. αθίγγανος, ατσίγγανος — «неприкасаемый») — «волшебники… которые вдохновлены сатанинским искусством и делают вид, что предсказывают неизвестное».
В процессе расселения по Европе цыгане распространяли миф о том, что они являются паломниками, подвергающимися притеснениям христианами, которые пришли из «Малого Египта». Вероятно, речь шла о Южной Греции, однако благодаря этому их долго время считали египтянами (ср. экзоэтнонимы цыган англ. Gypsies — «египтяне», венг. fáraók népe — «фараоново племя»). Предполагается, что миф о цыганах как о притесняемых христианах обеспечил им покровительство папы римского.
Позднее образ жизни, связанный с гаданием и попрошайничеством, а также культурные различия с местным населением вызвали развитие антицыганских мифов, а затем и дискриминацию и гонения против них. С конца XV века государства Европы начали принимать антицыганские законы. Первыми стали Испания (1482) и Германия (1498).
С конца XV века в Дунайских княжествах упоминается обращение рома в рабство, в основном военнопленных. В этих странах было разработано обширное законодательство, классифицировавшее рома по различным группам в соответствии с их задачами в качестве рабов.

### Новое время
К XVI веку многие цыгане, жившие в Центральной и Восточной Европе, работали музыкантами, мастерами по металлу и служили солдатами.
В 1504 году антицыганский закон был принят во Франции, в 1530 — в Англии, в 1536 — в Дании, в 1541 — в Шотландии, в 1549 — в Чехии, в 1588 — в Польше, в 1637 — в Швеции.
По мере расширения Османской империи жившие в ней цыгане низводились на самую низкую ступень социальной лестницы, поскольку считалось, что они «не имели никакой явной постоянной профессиональной принадлежности».
В XVI веке в королевской Венгрии во время турецкой оккупации власть вела строгую антицыганскую политику, поскольку цыгане считались подозрительными как турецкие шпионы или предатели. Они были изгнаны из многих мест и всё чаще переходили к кочевому образу жизни.
В 1538 году антицыганские законы были изданы в Моравской марке. В 1541 году после серии пожаров в Праге король Чехии Фердинанд I приказал изгнать цыган из своего королевства.
В 1545 году Аугсбургский рейхстаг объявил, что «тот, кто убьёт цыгана, не будет виновен в убийстве». Последующее массовое истребление цыган, имевшее место по всей Священной Римской империи, позже побудило правительство «запретить утопление цыганских женщин и детей».
В Англии Цыганский акт (Egyptians Act) 1530 года запрещал въезд в страну цыганам и требовал от тех цыган, которые проживали в стране, покинуть её в течение 16 дней. Невыполнение этого требования могло привести к конфискации имущества, лишению свободы и депортации. Акт 1530 года был дополнен Цыганским актом 1554 года, который предписывал цыганам отказаться от своей «порочной, праздной и нечестивой жизни и общества» и перейти к оседлому образу жизни. Согласно толкованию акта Тайным советом тех, кто не переходил к оседлости, дозволялось казнить «в назидание другим».
В 1660 году Людовик XIV запретил цыганам проживать во Франции.
В 1710 году Иосиф I, император Священной Римской империи, издал указ против цыган, согласно которому «всех взрослых мужчин следует вешать без суда, а женщин и молодых мужчин — сечь и изгонять навсегда». Кроме того, в Королевстве Богемия мужчинам-цыганам следовало отрезать правое ухо; в Моравской марке — левое ухо. В других частях Австрии им выжигали на спине клеймо в форме виселицы. Эти увечья позволяли властям установить цыган во время их второго ареста. Указ поощрял местных должностных лиц организовывать охоту на цыган через взимание штрафа в размере 100 рейхсталеров с тех, кто этого не выполнял. Любой, кто помогал цыганам, наказывался принудительными работами на срок полгода. Результатом стало массовое истребление цыган по всей Священной Римской империи. В 1721 году Карл VI внёс в указ поправки, предписывавшие казнь взрослых женщин-цыганок и изъятие детей в приюты «для обучения».
В 1774 году Мария Терезия, эрцгерцогиня Австрии, издала указ, запрещающий браки между цыганами. Если цыганка выходила замуж за нецыгана, ей необходимо было предъявлять доказательства «прилежного домашнего хозяйства и знакомства с католическими принципами»; мужчина-цыган «должен был доказать свою способность обеспечивать жену и детей»; «цыганские дети старше пяти лет должны были быть изъяты и воспитаны в нецыганских семьях».
В 2007 году правительство Румынии учредило комиссию по изучению рабства цыган в XVIII—XIX веках, которыми владели князья, местные землевладельцы и монастыри. Эта официально легализованная практика была впервые задокументирована в XV веке. Рабство цыган было объявлено вне закона в румынских княжествах Молдавия и Валахия около 1856 года.
В 1866 году в США во время дебатов в Конгрессе по поводу принятия Четырнадцатой поправки к Конституции, которая должна была ввести предоставление гражданства любому лицу, родившемуся на территории США, было высказано возражение, что в результате этого гражданство получат цыгане и другие группы, которые некоторые считали нежелательными. Однако поправка была принята.
Правительства регулярно ссылались на мелкие кражи, совершаемые цыганами, в качестве оправдания их контроля и преследования. В 1899 году в Мюнхене под руководством Альфреда Дильмана была создана Разведывательная служба по вопросам цыган. Служба каталогизировала данные по цыганам всех немецкоязычных земель. Результаты были опубликованы в «Цыганской книге» («Zigeuner-Buch») Дильмана 1905 года, которая позднее использовалась в качестве оправдания геноцида цыган. Он описал цыган как «чуму» и «угрозу», но при этом почти все названные в книге «цыганские преступления» заключались в нарушении границ владений и краже продовольствия. Официально служба действовала до 1970 года.
В 1912 году в Германии был создан националистический Германский орден, член которого считали его началом «ариогерманского религиозного возрождения» в деле создания «расово чистой» германской нации, откуда требовалось исключить «паразитические и революционные элементы (евреев, выродков и цыган)». Германская нация, по их мысли, должна была править «низшими расами». В качестве символов организации использовались рунические знаки и левосторонняя свастика.
С конца 1930-х до 1970-х годов в СССР научное изучение цыган было под фактическим запретом.

### Геноцид
Антицыганизм и преследование цыган достигли своего пика в 1935—1945 годах, когда нацисты и их пособники организовали и осуществили уничтожение от 200 тысяч до 1,5 млн цыган на территории Германии, а затем во время Второй мировой войны — и других стран Европы.
Нацистская расовая идеология ставила цыган, евреев, славян и чернокожих на нижнюю ступень расовой шкалы. В отношении рома и синти нацистская политика определялась псевдонаучными расистскими теориями и представлением о египетском происхождении цыган. Хотя цыгане представлялись очень низкими в расовом отношении, считалось, что они имеют некоторые отдалённые «арийские» корни, которые, однако, были впоследствии испорчены.

«Цыгане действительно сохранили кое-какие нордические признаки, но они произошли от самых низших слоёв населения этого региона. В процессе миграции они впитали в себя кровь окружавших их народов
и таким образом стали расой, в которой смешались черты Восточной и Западной Азии, с примесью индийских, среднеазиатских и европейских черт… Причиной такого смешения стал их кочевой образ жизни. В целом влияние цыган на Европу чужеродно».
— Ханс Гюнтер (нацистский расовый теоретик), «Расология Европы», 1924.
Согласно Нюрнбергским расовым законам 1935 года евреи лишались гражданства, у них конфисковывалось имущество, под запрет попадали их сексуальные отношения и брак с «арийцами». Эти законы были распространены на цыган. Цыганские общины рома в Центральной и Восточной Европе были менее организованы, чем еврейские, поэтому мобильные отряды уничтожения, перемещавшиеся из деревни в деревню, как правило, оставляли мало материалов о количестве убитых цыган, хотя в некоторых случаях были получены существенные документальные доказательства массовых убийств. Реальное количество жертв геноцида установить сложно. По оценкам историков, нацистами и их пособниками было убито от 220 000 до 500 000 цыган — от 25 % до более 50 % цыганского населения Европы того времени. Более основательное исследование, проведённое Яном Хэнкоком, показало, что число погибших составляло около 1,5 миллиона.
Уничтожение началось со стерилизации цыган (вторая половина 1930-х годов). Нацисты выработали несложный способ стерилизации женщин — укол в матку грязной иглой. Медицинская помощь после этого не оказывалась, несмотря на возможные тяжёлые осложнения. Это приводило обычно к мучительному воспалительному процессу, чреватому заражением крови и смертью. Такому методу стерилизации подвергались не только взрослые женщины, но и девочки. Нацисты испытывали интерес к цыганам из-за того, что это был народ, относящийся к индоариям. Среди цыган редко, но встречались люди с голубыми глазами, в Дахау у таких цыган могли удалить глаза для изучения «непонятного феномена». В лагере смерти Дахау по указанию Г. Гиммлера был поставлен опыт над 40 цыганами по обезвоживанию организма. Ставились и другие опыты, приведшие к инвалидности или смерти подопытных.
Расовый антрополог Эва Юстин, известная исследованиями евгеники цыган, статистики их наследственных заболеваний и социальной адаптации, провела эксперимент над 41 ребёнком полуцыганского происхождения, которых с самого детства воспитывали без контакта с цыганской культурой. В результате своих исследований Юстин пришла к выводу, что из цыганских детей невозможно воспитать полноценных членов немецкого общества. После завершения эксперимента все 41 ребёнок были депортированы в цыганский отсек лагеря в Освенциме, позже в лагерь прибыл доктор Йозеф Менгеле, который ставил над некоторыми из детей эксперименты, остальные были убиты в газовых камерах, в живых остались только 2 ребёнка. Менгеле ставил опыты и на других цыганских и еврейских детях, особенно на близнецах. В числе прочих экспериментов он заставлял цыганских детей прыгать с 10-метровой высоты и наблюдал, как ломаются кости и деформируется позвоночник.
С осени 1941 года на оккупированных территориях СССР наряду с массовыми убийствами евреев начались массовые убийства цыган. Айнзацгруппы уничтожали встреченные на их пути таборы. Начиная с весны 1942 года уничтожались не только кочевые цыгане, но также и оседлые семьи. Несколько позже геноцид по национальному признаку дополнился акциями «антипартизанской войны». В 1943—1944 годах цыгане уничтожались вместе со славянами при сожжении «партизанских деревень», при борьбе с подпольщиками в городах. Наиболее массовые истребления цыганского населения зафиксированы на Западной Украине (см. также Бабий яр), в Смоленской, Ленинградской и Псковской областях. Зарубежные исследователи считают, что на оккупированной территории СССР было убито не менее 30 тысяч цыган.
В Протекторате Богемии и Моравии в результате геноцида было уничтожено большинство носителей богемского цыганского диалекта. В конечном итоге это привело к исчезновению диалекта в 1970 году со смертью его последнего известного носителя, Ханы Шебковой. В Дании, Греции и некоторых других странах сопротивление коренного населения препятствовало запланированным депортациям и истреблению цыган. Но в большинстве завоёванных нацистской Германией государств, например, в прибалтийских странах, сотрудничество местных жителей с немцами способствовало уничтожению почти всех местных цыган. В Хорватии организованный усташами геноцид пережило лишь незначительное число цыган и евреев.
Западная Германия, используя антицыганский стереотип, долгое время заявляла, что, в отличие от евреев, цыгане и синти стали мишенью не по расовым, а по «криминальным» причинам. Факт геноцида был официально признан этим государством лишь в 1982 году. В современной науке уничтожение цыган нацистами всё чаще признаётся геноцидом, совершённым совместно с геноцидом евреев.

### Новейшее время
В Испании при режиме Франко (1936—1975) цыганам запрещалось занимать определённые рабочие места и собираться в группы более четырёх человек.
Летом 1933 года органы ОГПУ провели массовую депортацию кочующих цыган из окрестностей Москвы в рамках общих действий властей по «зачистке» столицы и крупных городов от «нежелательного антисоциального и деклассированного элемента». Основанием стало Постановление СНК СССР от 20 апреля 1933 года об организации трудовых поселений. В рапорте на имя Генриха Ягоды от 10 июля 1933 года его автор Израиль Плинер, занимавший тогда пост помощника начальника ГУЛАГа НКВД СССР, называл депортированных «иностранными цыганами».
С конца XX века в результате политических и экономических изменений происходит рост миграции цыган в Западную Европу и Россию (из других стран бывшего СССР), сопровождаемый усилением антицыганизма, что в совокупности привело к маргинализации цыган.
Антицыганизм активно развивался и в 2000-х годах, особенно в Словакии, Венгрии, Словении и Косове. В странах Европейского Союза периодически возникают конфликты цыган с местным населением. В СМИ создаётся негативный образ цыган как «неприспособленных» к социальной жизни. Имеются в виду в первую очередь многодетные семьи, пользующиеся социальной помощью и не желающие искать работу.
В отчёте специальной группы Совета Европы за 2010 года отмечено, что ни одна другая этническая группа не страдает от предрассудков и дискриминации в той же мере, как цыгане. В Ежегодном докладе Агентства Европейского союза по защите основных прав человека (FRA) за 2010 год указано, что 18 % опрошенных цыган становились жертвами расовых инцидентов не реже, чем раз в год.
В отчёте за 2011 год, опубликованном Amnesty International, говорится: «Систематической дискриминации подвергаются до 10 миллионов цыган по всей Европе. Организация зафиксировала неспособность правительств по всему континенту выполнить свои обязательства». Комиссар Совета Европы по правам человека Томас Хаммарберг выступал с критикой антицыганизма. В августе 2008 года Хаммарберг отметил, что «сегодняшняя риторика против цыган очень сходна с той, которая использовалась нацистской Германией перед Второй мировой войной. Вновь утверждается, что рома представляют угрозу безопасности и общественному здоровью. Не проводится различия между немногими преступниками и подавляющим большинством населения рома. Это позорно и опасно».
Согласно обзору преступлений на почве ненависти, выполненному международной правозащитной организацией Human Rights First, цыгане регулярно подвергаются нападениям на городских улицах и в других общественных местах во время поездок домой и на рынки. В ряде серьёзных случаев злоумышленники совершали преступления в отношении целых семей в их домах или целых общин в поселениях, где преимущественно проживают цыгане. Широко распространённые формы насилия включают как на причинение непосредственного ущерба цыганам, без различия между взрослыми, пожилыми людьми и детьми, так и искоренение присутствия цыган в городах ряда европейских стран.
В Центре по изучению Холокоста Великобритании рома рассматривают как самое ненавидимое в Евросоюзе меньшинство.
Финансируемая Евросоюзом программа социальной интеграции цыган 2011 года не дала видимых результатов. По всему Евросоюзу наблюдаются схожие проблемы: по меньшей мере 10 % цыганских детей в возрасте от 7 до 15 лет не посещают школу вообще, пятая часть — пропускают уроки. Нередко цыгане не имеют возможность получить аттестат, что, наряду с тем, что большинство цыган проживают в сельской местности, влияет на будущее трудоустройство, поэтому среди рома значительно выше показатели безработицы.
Цыганские погромы в странах Восточной Европы привели к волне миграций в страны Западной Европы. Цыгане нелегально пересекали польско-германскую и чешско-германскую границы. При этом пограничники Польши, Венгрии, Чехии и Словакии координировали свои действия против них. В первой половине 1992 года зарегистрирована 91 тысяча цыганских беженцев в Германию, большинство из бывшей Югославии и Румынии. Вначале, в соответствии с Женевской конвенции о статусе беженцев, их принимали и обустраивали, однако в дальнейшем начали применяться незаконные депортации и дискриминационные меры. Нарушалось немецкое законодательство о предоставлении убежища, цыган депортировали без каких-либо правовых процедур.
В 2004 году в Великобритании после очередного расширения Евросоюза и появления возможности безвизового въезда в страну из новых государств-членов Евросоюза цыган из Чехии и Словакии останавливали на границе, не давая разрешения на въезд. В 2007 году, во время следующего расширения, высокий процент цыганского меньшинства в Болгарии и Румынии, а также бедность этих стран вынудили Великобританию ввести ограничения на трудоустройство граждан новых государств-членов.
В 2010 году правительство Франции осуществило депортацию цыган. Эта акция вызвала различную реакцию политиков, журналистов и обывателей. Франция объясняет свои действия возросшим числом преступлений, совершаемых цыганами, которые в основном приезжают не работать, а промышлять попрошайничеством, воровством и наркоторговлей. Французское правительство осуществило депортацию румынских цыган на родину, мотивируя это тем, что они жили в нелегальных поселениях.
Европейский союз осудил действия французских властей, отметив, что рома являются крупнейшим этническим меньшинством в Европе, где проживают от 10 до 12 миллионов представителей этого народа, из них около 8 миллионов — в странах Евросоюза. Отмечается, что цыгане «часто становятся жертвами насилия, расизма, дискриминации, а потому являются общественными изгоями и живут в условиях крайней бедности, не имеют доступа к медицинскому обслуживанию, образованию, сталкиваются с проблемами трудоустройства».
В июле 2008 года Высший кассационный суд Италии отменил обвинительный приговор подсудимым, в 2001 году публично призывавшим выслать цыган из Вероны, заявив, что «допустимо дискриминировать цыган на том основании, что они воры». Среди оправданных был Флавио Този из Лиги Севера, мэр Вероны. В тот же период правительство Сильвио Берлускони объявило репрессивную кампанию против цыган, а министр внутренних дел Роберто Марони объявил о планах снять отпечатки пальцев у всех цыган Италии, включая детей. Эти меры были осуждены оппозицией как «всё больше напоминающие меры авторитарного режима». В ответ на план снятия отпечатков пальцев три эксперта ООН заявили, что «это предложение, направленное исключительно на цыганское меньшинство, однозначно может быть классифицировано как дискриминационное». Европейский парламент также осудил план как «явный акт расовой дискриминации» и попросил итальянское правительство не предпринимать никаких действий.
В Португалии антицыганские высказывания видного политика Андре Вентуры, основателя крайне правой партии «Chega», вызвали политический скандал.
В ряде стран Восточной Европы места компактного поселения часто возникали искусственно. Цыган расселяли вблизи с промышленными комбинатами, на которых никто не желал работать. Когда произошло падение социалистического режима и началась безработица, цыганские рабочие первыми лишились средств к существованию. Во всех странах Восточной Европы прослеживается высокий уровень дискриминации цыганского населения, проявляющейся в законодательстве, повседневном общении, средствах массовой информации. По всей Восточной Европе неофашисты проводят расистские демонстрации, в том числе против цыган, иногда сопровождаемые в актами насилия. В 1990—1991 годах в Восточной Европе зафиксировано 44 цыганских погрома, в том числе в Чехословакии — 23, в Венгрии — 3, в Румынии — 15. В Румынии было разрушено 240 цыганских домов, в Польше — 10.
В Болгарии после падения социалистического строя цыганская община оказалась в глубоком кризисе, многие цыгане остались без работы. К 1994 году безработица в среде цыган достигла 76 %. В результате цыгане стали совершать больше преступлений. Если в 1993 году они составляли 6,8 % среди преступников, то в 1995 году — уже 20,2 %. Статистика выявила ненасильственный характер большинства правонарушений. Цыгане вдвое реже, чем прочие граждане Болгарии, совершали преступления против личности, но совершили на 6 % больше краж. Тем не менее, руководитель полиции Виктор Михайлов заявил, что цыганами совершаются 37,5 % преступлений. Пресса сформировала стереотип, что цыгане — это убийцы, взломщики, насильники и воры. Последовавший всплеск националистических настроений сузил возможности для цыган найти работу и создал благоприятную атмосферу для полицейского произвола, что, в свою очередь, увеличило число ложных обвинений и статистику преступлений. Полицейскому произволу способствует малограмотность большинства цыган, из-за которой они не могут отстаивать свои права, а также их бедность, отсутствие средств на оплату услуг адвоката. Кроме того, суды в отношении цыган имеют обвинительный уклон. В результате этой следственной и судебной практики пропорция цыган в болгарских тюрьмах составляет от 50 до 60 %.
В Болгарии профессор Огнян Сапарев издал ряд статей о том, что цыгане культурно склонны к воровству и используют свой статус меньшинства для «шантажа» большинства.
В 2009 году болгарский премьер-министр Бойко Борисов назвал цыган «плохим человеческим материалом».
В конце сентября 2011 года в Болгарии вспыхнули массовые антицыганские волнения, поводом для которых послужила смерть болгарина, сбитого машиной цыганского барона.
В Венгрии ультраправая партия «Йоббик» требует признания термина «цыганская преступность» и начала борьбы с ней, а также проводит акции протеста после громких преступлений, совершённых цыганами. Лидер партии Габор Вона призывает также к ограничению рождаемости у цыган и к принудительной передаче цыганских детей «ленивых родителей» в школы-интернаты. На парламентских выборах 2014 года партия смогла набрать 20,54 % голосов и получить 23 места в Национальном собрании, что делает её третьей по величине политической партией в стране.
В Чехии и Румынии рост антицыганских настроений связан с появлением мест компактного проживания цыган, возникших в результате того, что цыган выселяли из их домов, возвращённых собственникам в результате реституции жилья, национализированного при социалистических режимах.
В годы Второй мировой войны почти все цыгане Чехии были уничтожены нацистами. Позже в Чехию приехали цыгане из Словакии, где исторически сложился более низкий уровень жизни. Когда Чехословакия распалась, в Чехии был принят новый закон о гражданстве, согласно которому родившиеся вне Чехии не могли получить гражданство, вне зависимости от длительности проживания в стране. В итоге цыгане были насильственно выселены в Словакию. Имеющие право остаться по закону могут приглашать в гости цыган из Словакии не чаще, чем один раз в полгода, при этом хозяева обязаны регистрировать их в полиции, иначе и гости, и хозяева облагаются крупным штрафом. Полиция наделена правом в любое время войти в дом, где проживают цыгане и проверить наличие гостей. Законодательно это предусматривается только по отношению к цыганам.
В Чехии, например, за 1993 год произошло 52 нападения на цыган. Во многих ресторанах и кафе размещены таблички «Цыганам вход воспрещён», или «Цыган не обслуживаем».
Премьер-министр Словакии Владимир Мечьяр заявлял: «Цыгане асоциальны, недоразвиты и неспособны к адаптации в новых условиях».
В 2007 году представители Европейского союза осудили Чехию и Словакию за сегрегацию цыганских детей в общеобразовательных школах.
В наиболее тяжёлом положении находится цыганская диаспора Румынии. Высокая концентрация на маленькой территории и состояние нищеты усугубляются крайне отрицательным отношением к цыганам со стороны румын. После падения режима Чаушеску произошли резкое снижение производства, рост инфляции и безработицы, что в первую очередь коснулось цыган, как национального меньшинства. Половина румынских цыган не имеет работы, 60 % от занятых — неквалифицированные рабочие, 58 % мужчин и 89 % женщин не имеют образования и профессиональной подготовки, 27 % детей школьного возраста безграмотны.
В конце августа 2016 года в селе Лощиновке Одесской области Украины в связи с убийством 9-летней девочки, в котором подозревается местный цыган, около 300 местных жителей устроили массовые погромы домов цыганской общины в селе. Местные жители обвиняют в преступлении всех цыган деревни.
В России также имеют место многочисленные случаи притеснения цыган. Цыгане подвергаются насильственным выселениям, им зачастую трудно получить документы, включая паспорта, зарегистрироваться по месту пребывания. В нарушение права ребёнка на получение образования, цыганские дети часто не имеют доступа к школьному обучению из-за отсутствия регистрации. По той же причине цыгане испытывают трудности в получении медицинской помощи. Цыгане регулярно становятся жертвами полицейского произвола и насилия, причём чаще всего эти случаи не получают общественной огласки и по ним не проводится расследований. В отношении цыган почти никогда не применяется принцип презумпции невиновности. В большинстве случаев цыгане не могут защитить свои права по причинам бедности и юридической неграмотности, а также традиционного страха перед государственными органами. Действует замкнутый круг: цыгане дают взятки за прекращение уголовных дел, а милиция (полиция) задерживает всё больше цыган, поскольку из-за отсутствия правовых знаний они скорее всего предпочтут откупиться, чем нанимать адвоката. Статус цыган в России не определён, они не считаются коренным малочисленным народом, не признаны национальным меньшинством, а следовательно не имеют возможности получать льготы и иную помощь со стороны государства, предусмотренную для этих групп. Котляры почти не учатся в вузах, русских цыган с высшим образованием значительно больше. Цыгане слабо вовлечены в научную деятельность. Так, абсолютное большинство российских цыгановедов сами не являются цыганами.
В российских школах в отношении цыганских детей фактически действует негласная сегрегация. Как правило, цыганские дети учатся в отдельных, так называемых «цыганских классах». Лишь небольшая часть цыганских детей имеет возможность окончить школу, даже начальную. Решить эти проблемы родители обычно не могут, так как в случае жалоб с их стороны местная администрация может ликвидировать не зарегистрированные цыганские дома. Степень защиты цыганами своих прав зависит от конкретной группы цыган. Так, некоторые русские цыгане чаще отстаивают свои права: они живут по одной-две семье и более независимы друг от друга. Напротив, котляры часто живут большими общинами, и ими легче манипулировать. Они, как правило, мирно настроены, не желают иметь проблем с «внешним миром» и в большей степени заинтересованы сохранить жилье, чем бороться за то, чтобы ребёнок учился в школе.
Летом и осенью 1998 года на московском рынке в Лужниках произошли массовые избиения цыганских торговцев, включая женщин, а также цыганских детей. Одна женщина погибла. В Вышнем Волочке сотрудники милиционеры вывозили в лес и избивали М. Минина и А. Белякова. Под угрозой применения огнестрельного оружия их заставляли сознаться в преступлении. Доведённый до отчаяния Минин выбросился из окна служебного кабинета милиции и сломал позвоночник. Против сотрудников милиции были возбуждены уголовные дела. В 1997 году в Костроме следователь сфальсифицировал против цыганки З. Вишнецкой уголовное дело с целью вымогательства взятки. Преступник был приговорён к шести годам лишения свободы.
Антицыганские мифы, включая миф о связи этнонимов цыган со словом «обман», поданные как достоверные сведения, излагаются в учебном пособии для работников российских правоохранительных органов, изданном в 1998 году.
1 июля 2011 года произошло массовое столкновение со стрельбой между местными жителями посёлка Сагра, находящегося в 40 км от Екатеринбурга, и приехавшей из Екатеринбурга бандой. Причиной перестрелки стал конфликт между жителями посёлка и переселившейся в посёлок цыганской семьёй.
Общественная коллегия по жалобам на прессу в качестве антицыганского рассматривает документальный фильм российского тележурналиста Бориса Соболева «Бремя цыган» 2016 года, показанный на государственном телеканале «Россия-1», поскольку, в частности, фильм пропагандирует стереотип об имманентной связи цыган с криминальной средой, идею о том, что весь цыганский этнос является преступным, а отдельные эпизоды фильма очерняют цыганскую творческую интеллигенцию. В фильме были выявлены манипулирования фактами, статистическими данными, мнениями и явные признаки ксенофобии.
13 июня 2019 года в селе Чемодановке Пензенской области России между местными жителями и цыганами вспыхнул конфликт, который перерос в массовую драку, в ходе чего погиб местный житель и несколько человек пострадали. На следующий день жители села вышли на народный сход и перекрыли федеральную трассу М-5 «Урал». Сельчане потребовали наказать убийц и выселить цыган из-за опасения повторного нападения. Цыгане выехали из Чемодановки и соседнего села Лопатки. В июле 2019 года они начали возвращаться в оба населённых пункта.
Согласно отчёту антидискриминационного центра «Мемориал», результатом вооружённого конфликта на востоке Украины (с 2014 года) стала серия цыганских погромов, в том числе спровоцированных властями. Большое число цыганских семей пострадало от обстрелов и погромов в Донецке и Луганске. Зафиксированы случаи захвата в заложники детей, захвата жилья, отнятие собственности, избиений, отказа в оказании медицинской помощи. Часто власти лишают цыган возможности покинуть зону боевых действий. Однако многие цыгане бежали в приграничные и центральные регионы России. В нарушение Женевской конвенции о статусе беженцев они лишены возможности остаться в России легально, подать документы на временное убежище, и поэтому не могут получить легальную работу, медицинскую помощь, жильё, образование для детей. Многих выдворяют обратно. Как на Украине, так и в России цыгане постоянно сталкиваются с дискриминацией по национальному признаку.
Помимо неонацистов и ряда других националистов, радикальные антицыганские идеи в России и на Украине распространены в среде неоязычников, включая родноверов. С 1980-х годов один из идейных основателей русского родноверия В. Н. Безверхий, являясь почитателем А. Гитлера и Г. Гиммлера, призывал к избавлению от «неполноценного потомства», якобы порождённого смешением рас. Такое потомство он называл «ублюдками», относил к ним «жидов, индийцев или цыган и мулатов» и утверждал, что они мешают человечеству достичь социальной справедливости. Цыган от также часто называл эвфемизмом «индусы» и вслед за нацистскими теоретиками утверждал, что они возникли от смешанных браков «арийцев» с местными аборигенами. Другой известный идеолог неоязычества И. И. Синявин рассматривал русских как «чистейшую часть человечества», главными врагами считал американцев, евреев (под эвфемизмом «сионисты») и цыган — «космические силы Зла, Лжи, Паразитизма», с которыми необходимо беспощадно бороться. Одно из радикальных родноверческих движений, инглиизм, в отношении цыган пропагандирует идеи, близкие к принятым в нацистской Германии: утверждается, что цыгане являются результатом смешения рас, в рамках расизма рассматриваемого как пагубное. Согласно этому учению, цыгане представляют собой смешение низших людских рас (чёрных и жёлтых) с «серыми» — инопланетными двуполыми предками евреев. Воспроизводится миф о цыганах как выходцах из низшей индийской касты неприкасаемых и о воровстве ими детей для «обновления крови».

## В исследованиях цыган
На исследователей, изучавших цыган, влияли в том числе материалы официальных хроник и других письменных источников, иногда являвшиеся их единственными источниками информации. С самого начала цыганология способствовала созданию концепции, лексикона и образов полярности между «белыми» европейцами и цыганами. Цыганологи не считали цыган принадлежащими к европейским гражданам, понимаемым как христиане и «белые». Цыгане понимались как «отдельная раса без религии и, возможно, также без морали, которая на протяжении веков жила среди высших наций». Другие учёные противопоставляли «цивилизованные» и «высшие» нации Европы и «цыганскую» «особую» расе, устанавливая иерархию, напряжённость и противостояние между ними. Отнесение цыган к низшей, подчинённой расе закрепило «белые» культурные нормы в качестве стандарта, отталкиваясь от которого описывались цыгане. Учёные сформировали образ смуглого, нецивилизованного, ленивого, необразованного странника и преступника. Уже к 1886 году Дэвид МакРитчи заметил, что, несмотря на большое количество книг, написанных о цыганах, большинство из них воспроизводят и повторяют одни и те же образы и лексику, по большей части дегуманизирующие.
Работы первых исследователей цыган повлияли на восприятие цыган как «неполноценных» в сравнении с «белыми». Работы первых учёных послужили воспроизведению широко распространённого расизма и негативных образов, циркулирующих в обществе, которые демонизировали цыган и способствовали их изоляции. Цыганские исследования не только способствовали расовой дискриминации и дегуманизации цыганской идентичности, но и укрепили иерархию, установленную посредством политики и закона, между белыми европейцами и цыганами, а также укрепили социальную и политическую конструкцию «белизны». В значительной степени «белые» европейские учёные усилили или укрепили общие убеждения, что необходимо «цивилизовать», «изменить привычки», а позднее и «интегрировать» цыган в более широкий социум. Антропологи, историки, социологи и лингвисты обратились к изучению цыган, в частности, на европейских цыган, однако цыганская литература оставалась незамеченной в более широкой социальной и политической теории, культуре и расовых исследованиях. Хотя всё больше учёных изучают реалии жизни цыган, лишь немногие ставят под сомнение «интеллектуальный мир», который увековечивает образы мышления, занимающие позицию превосходства по отношению к цыганам, расистские или иным образом предвзятые образы.
Тем не менее, противоположные тенденции наблюдаются уже в XIX веках в трудах Дэвида МакРитчи и других учёных в журнале Gypsy Lore Society Journal, который появился в 1888 году. Некоторые, в том числе Чарльз Леланд, начали использовать, хотя и спорадически, термины Romani, Romany people, Romany music, Romany language — признак реального взаимодействия с цыганами. Дж. Пинчерле и некоторые другие даже подчёркивали тот факт, что они узнали о цыганах от самих цыган, а не основывались на общепринятых представлениях или более ранних текстах. Общество цыганских знаний (Gypsy Lore Society Journal) также фиксирует общение между учёными, которые продемонстрировали более тонкие и саморефлексивные взгляды на цыган. Тем не менее, несмотря на начало более комплексного подхода в научной литературе, акцент на инаковости цыган – цвете кожи, одежде и обычаях – сохранялся в представлениях о цыганах, равно как и идея цыганского «морального вырождения» и беззаконности. Настойчиво негативное прочтение обычаев, морали и отношения цыган к закону ещё больше нормализовало представления о «белизне».
Однако новая, более критическая разновидность цыганских исследований постепенно начала подвергать сомнению стандартный вариант цыганского дискурса, построенный на понятиях различий, неполноценности и подчинения.

## Социологические исследования
Степень негативного отношения к цыганам варьируется по разным странам Европы:
| Негативное отношение к цыганам, 2019 | Негативное отношение к цыганам, 2019 | Негативное отношение к цыганам, 2019 | Негативное отношение к цыганам, 2019 | Негативное отношение к цыганам, 2019 |
| Страна                               |                                      |                                      | Процент                              |                                      |
| ------------------------------------ | ------------------------------------ | ------------------------------------ | ------------------------------------ | ------------------------------------ |
| Италия                               |                                      |                                      | 83 %                                 |                                      |
| Словакия                             |                                      |                                      | 76 %                                 |                                      |
| Греция                               |                                      |                                      | 72 %                                 |                                      |
| Болгария                             |                                      |                                      | 68 %                                 |                                      |
| Чехия                                |                                      |                                      | 66 %                                 |                                      |
| Литва                                |                                      |                                      | 61 %                                 |                                      |
| Венгрия                              |                                      |                                      | 61 %                                 |                                      |
| Украина                              |                                      |                                      | 54 %                                 |                                      |
| Россия                               |                                      |                                      | 52 %                                 |                                      |
| Польша                               |                                      |                                      | 51 %                                 |                                      |
| Франция                              |                                      |                                      | 44 %                                 |                                      |
| Испания                              |                                      |                                      | 40 %                                 |                                      |
| Германия                             |                                      |                                      | 37 %                                 |                                      |

В Восточной Европе цыгане являются самой презираемой этнической группой. Ответы на вопрос: «Кого вы не хотели бы видеть соседями?», распределяются следующим образом: цыган — 78 %, арабов — 66 %, негров — 53 %.
В Румынии на вопрос о согласии или несогласии с публикациями в прессе, направленными против национальных меньшинств, о своём согласии с публикациями против цыган заявили 41 % респондентов (для сравнения: против евреев — 11 %).
Несмотря на сравнительно положительное историческое отношение к цыганам в России, по результатам опроса «Левада-Центра» июля 2018 года среди россиян к цыганам респонденты относились негативнее всего: 43 % заявили, что «не пускали бы» их в страну (для сравнения: «не пускали бы» в страну евреев 15 % опрошенных). За ограничение проживания цыган на территории России высказались 32 % респондентов (в июле 2017 года этот показатель составлял 17 %).

## Причины
В традиционном обществе причинами негативного отношения к цыганам и их отвержения со стороны окружающих народов были как культурные различия, так и оторванность цыган от экономической базы, связанная с их кочевым или полукочевым образом жизни. Эти особенности становились почвой для развития антицыганских мифов о колдовстве, людоедстве, тотальной криминальности цыган и др., что имело следствием принятие антицыганских законов, в свою очередь опять же способствовавших дальнейшему отчуждению цыган от экономических процессов и закрытости их сообщества.
Причины современного антицыганизма во многом схожи: как неприязнь к цыганам как к людям существенно другой культуры (ксенофобия), так и выпадение цыган из современной экономики, их низкий уровень жизни. Во второй половине XX века победа индустриального общества лишила цыган традиционных источников существования, таких как ремёсла и торговля. По мнению Н. В. Бессонова, причиной антицыганизма и тяжёлого экономического положения цыган является конфликт традиционной и современной культур. Сложившиеся в прошлом ксенофобские мифы, а также бедность и малограмотность многих цыган, в том числе юридическая, закрывают для них многие сферы жизни, исключают их из числа лиц, которых фактически защищает закон, делают их беззащитными перед конкурентами в бизнесе и произволом со стороны правоохранительных органов и чиновников. В этих условиях цыгане могут рассчитывать только на поддержку друг друга и самостоятельность своего сообщества. Для сохранения целостности они стремятся придерживаться традиционных занятий и образа жизни, сохранять свою этническую идентичность и традиции (пышные праздники, ритуальная чистота, супружеская верность, культ детства, почтение к старшим, религиозность, отсутствие пьянства и др.), что возможно в полной мере только в условиях закрытости сообщества, препятствующей проникновению современных ценностей. Оторванность цыган от окружающего мира не позволяет им в полной мере включаться в современную экономику, заниматься предпринимательством, получать образование и высококвалифицированную работу. Эти обстоятельства ведут к падению уровня жизни и усугубляют уже имеющиеся сложности в получении образования и социализации. Одновременно закрытость и бедность цыган провоцирует антицыганские настроения и дальнейшее развитие антицыганских мифов, в свою очередь также препятствующих в получении цыганами работы и их включения в общество. Во многих странах государственная власть не предпринимает никаких мер или принимает недостаточные меры для изменения сложившейся ситуации. В отличие от многих других национальных меньшинств, в силу обособленности и традиционности цыган в их среде крайне мало крупных предпринимателей, влиятельных деятелей искусства или активистов общественных движений, которые могли бы отстаивать права своего народа и лоббировать его интересы. Во всех регионах своего проживания цыгане являются меньшинством и, как правило, не интересуют политиков в качестве избирателей.
Федеральная национально-культурная автономия российских цыган называет ряд основных причин низкого уровня образования среди цыганских детей в России: «отсутствие должного уровня подготовки
к школе; отсутствие опыта восприятия информации и коммуникативного опыта, необходимого для обучения; родители не имеют навыков внеклассной работы с детьми; учителя не имеют необходимых навыков, не владеют методиками работы с детьми-цыганами».

## Преодоление
Как пример сравнительно хорошего положения цыган иногда приводится историческая ситуация в России. В Российской империи цыгане не преследовались по национальному признаку, существовало богатое цыганское купечество, городские цыгане роднились с дворянскими семьями, включая царскую семью. Русская литература восхищалась «цыганской свободой» и национальным характером. Кочующие цыгане часто зимовали в крестьянских домах.
В СССР цыгане имели доступ к образованию и трудовым местам. Было востребованным и популярным цыганское искусство, от сельского клуба до правительственного концерта в Кремле. Сформировалась цыганская интеллигенция, получившая международное признание. В 1920—1930-е годы государство приняло некоторые постановления, направленные на переход цыган к оседлой жизни. Были организованы цыганские колхозы. В ряде городов созданы цыганские школы, существовал Цыганский педагогический техникум. В 1956 году СССР принял закон о запрете кочевого образа жизни. Позднее такие законы были приняты в других странах соцлагеря. Все эти меры способствовали включению цыган в современное общество.
В 1920—1930-е годы в СССР были предприняты попытки создать литературный цыганский язык, что определялось национальной политикой раннего Советского Союза, стремившегося поддерживать культуру малых народов. В качестве основы был использован язык этнической группы русских цыган с добавлением литературных заимствований из других диалектов. Выбор, предположительно, был обусловлен наибольшей степенью ассимилированности русских цыган, многие из которых имели начальную грамотность и в большей степени были подвержены большевистской идеологии. Согласно политике большевиков, культура угнетавшихся в дореволюционное время малых народов с приходом новой власти должна была стать социалистической по содержанию, оставаясь национальной по форме. В основном на новом литературном цыганском языке издавались и рассылались по колхозам переводы марксистско-ленинистской литературы, речей Ленина, позднее Сталина, постановления партии. Также издавалось много художественной оригинальной литературы, которая изначально писалась на цыганском языке. Однако в целом масштабы этой деятельности были незначительные.
В годы Великой Отечественной войны Советская армия и партизаны спасали цыганский народ от истребления немецкими нацистами и их пособниками.
В XX веке цыгане больше интегрируются в общество, в частности, участвуют в выборах.
8 апреля 1971 года в Лондоне состоялся Первый всемирный цыганский конгресс, на котором присутствовали делегаты из 30 стран. В том же году в Лондоне был создан Международный союз цыган (International Romani Union). Главными итогами конгресса стало самоопределение цыган — признание себя единой нетерриториальной нацией и принятие цыганских национальных символов: флага и гимна; был учреждён Международный день цыган — 8 апреля.
В 1989 году создано Московское цыганское культурно-просветительное общество «Романо кхэр» («Цыганский дом»). Затем возникли другие цыганские организации.
В каждой европейской стране действует большое число организаций, выступающих против расизма и дискриминации. Во всех странах Европы издаются цыганские газеты и журналы, ежегодно проводятся фольклорные фестивали и научные конференции. Во многих европейских университетах (Сорбонна, Кембриджский университет и др.) имеются кафедры цыгановедения, на отделении восточных языков преподают цыганский язык. Международными организациями финансируются проекты в области цыганского образования, развития языка, улучшения социальных условий и выпуск цыганской литературы.
Действуют международные цыганские союзы, которые кооперируются с Советом Европы, ОБСЕ, Европейский союз, ООН. Проблемы цыган впервые были особо обозначены по инициативе международной группы цыганской интеллигенции в документе Копенгагенского собрания по человеческому измерению ОБСЕ в 1990 году, в котором страны-участницы провозгласили намерение принять эффективные меры по борьбе с дискриминацией цыган и защите их собственности. Подобное обсуждение проводилось также в 1991 году в Женеве и в Москве, в 1993 и 1994 годах на встрече в рамках дальнейших шагов в Хельсинки, на Семинаре по человеческому измерению в Варшаве. В сентябре 1994 года на Семинаре в Риме было принято решение основать контактный пункт для общения межправительственных организаций по проблемам цыган.
В 1992 году учреждена должность Верховного комиссара по национальным меньшинствам ОБСЕ. По запросу государств ОБСЕ Верховный комиссар, в числе прочего, обязан собирать сведения о положении цыган.
В 1995 году при ОБСЕ организован Контактный пункт по проблемам рома и синти. В 1996 году при Совете Европы создана группа специалистов по проблемам цыган и кочевников.
В странах Восточной Европы действует большое число цыганских организаций. В Венгрии их существует около ста, в Чехии — 20. В числе последних долгое время действует политическая партия «ROJ» («Цыганская общественная инициатива»). В странах, где положение цыган наиболее тяжёлое — в Румынии, Словакии, Чехии, Болгарии, Венгрии — правительства выделяют большой объём средств для улучшения их жизни. Кроме того, здесь издаётся разнообразная литература на цыганском языке, радио и телевидение ведут передачи, на которых журналисты поднимают вопросы, связанные с дискриминацией цыган.
В 1999 году создана общероссийская общественная организация «Федеральная национально-культурная автономия российских цыган».
12 марта 2000 года папа римский Иоанн Павел II принёс публичные извинения перед пострадавшими от преследования со стороны католиков, группами людей, включая цыган, и попросил Бога о прощении. 2 июня 2019 года папа Франциск на встрече с представителями румынского цыганского сообщества признал, что Католическая церковь способствовала «дискриминации, сегрегации и жестокому обращению» в отношении цыган по всему миру, принёс извинения и попросил у цыган прощения.
В ноябре 2004 года был организован Европейский форум цыган и кочевников (European Roma and Travelers Forum).
В 2005 правительства Болгарии, Хорватии, Чехии, Венгрии, Словакии, Румынии, Македонии и Сербии и Черногории объявили Десятилетие интеграции цыган (до 2015 года), в течение которого предполагалось принятие специальных мер по повышению социально-экономического статуса цыган.
В резолюции специальной группы Совета Европы за 2010 года изложены следующие рекомендации:

- оперативная реакция на все виды нарушения прав человека применительно к цыганам, в том числе депортации цыган в страны, где они могут быть подвергнуты пыткам и бесчеловечному обращению;
- отказ от сегрегации цыган в школах;
- обеспечение доступа цыган к рынку труда, возможность получать кредиты, обеспечить наём цыган на работу в административные органы;
- обеспечение социальной адаптации цыган;
- ведение ежегодного мониторинга по адаптации цыган;
- укрепление цыганского гражданского общества, помощь цыганам в их гражданской адаптации, поддержка их выборного права, внедрение соответствующих образовательных программ.

В 2011 году в связи с депортацией румынских цыган, начатой французским правительством, Европейская комиссия разработала рекомендации для стран с цыганским населением.
В 2013 году Правительство Российской Федерации приняло Комплексный план мероприятий по социально-экономическому и этнокультурному развитию цыган Российской Федерации.
Защита прав человека посредством международных политических инициатив реализуется крайне медленно. Кроме того, цыгане не составляют влиятельную группу населения, и их защита не является популярной мерой для политиков в борьбе за избирателей.
В Испании после падения режима Франко проводилась многолетняя политика социальной интеграции цыган, в результате которой из всех стран Европы только этой стране удалось добиться значительных показателей уровня жизни цыган. Цыганское меньшинство в Испании составляет составляет 2 % населения, или почти 1 миллион человек. По меньшей мере 75 % из них имеют постоянный доход, около 50 % владеет собственной недвижимостью и все имеют доступ к образованию и системе здравоохранения. Только 5 % процентов испанских цыган не имеют постоянного жилья. В Испании действует правительственная программа, частично финансируемая из фондов Евросоюза (36 миллионов евро ежегодно). Эти средства используются на поддержку образования. Цыганские семьи получают доступ к муниципальному жилью и государственной социальной помощи, если их дети ходят в школу и проходят регулярные медицинские осмотры. Одним из направлений в политике интеграции является борьба с общественными предрассудками с помощью поддержки цыганской культуры. В Венгрии наблюдается рост цыганского среднего класса. В России к 2000 году большинство цыган имело среднее образование. Возник социальный слой цыган, занятых в нетрадиционных областях: врачи, юристы, инженеры, учителя, работники сферы обслуживания. Выделилась немногочисленная цыганская интеллигенция. В России отсутствует раздельное обучение цыган и нецыган, что имеет место в ряде стран Восточной Европы, нет дискриминации при приёме в высшие учебные заведения.
По мнению ряда национальных активистов и деятелей общественных организаций, слово «цыгане» является унизительным и должно быть заменено самоназванием «ромы» («Roma»). Это название имеет международное признание. В частности, оно может применяться в СМИ и научной литературе. В Чехии оно используется в школьном образовании, в Болгарии иногда употребляется в СМИ. Впервые требование именовать цыган ромами возникло в Румынии, где на протяжении пяти веков цыганская диаспора находилась в рабстве, и слово «цыгане» (рум. țigani) приобрело уничижительный оттенок. Однако в других странах лексические оттенки могут быть другими, и данная лексическая замена вызывает различные возражения. В России цыгане, говоря на русском, называют себя цыганами. Не воспринимают его как оскорбительный украинские цыгане. В русском языке экзоним не обладает абсолютно негативной коннотацией, как в других странах Восточной Европы. Без негативных коннотаций он используется в русской литературе, в том числе классической, в цыганских художественных произведениях и научных работах на русском. Им пользуются многие российские члены национальных цыганских организаций. Экзоним используют болгарские цыгановеды Елена Марушиакова и Веселин Попов и ряд других учёных. Этимология слова «цыгане» (и его унизительный оттенок) малоизвестна. Кроме того, «рома» является самоназванием только одной из западных ветвей цыган. Цыгановед Майкл Стюарт отмечает, что не все цыгане говорят на романэс (цыганском языке).

## В популярной культуре
- В альбоме «Драгоценности Кастафиоре» 1963 года бельгийского комикса «Приключения Тинтина» критикуется антицыганизм. После того, как капитан Хэддок предлагает группе цыган переселиться на его территорию, их ложно обвиняют в краже бесценного изумруда Бьянки Кастафиоре. Тинтин не соглашается с другими персонажами, которые подозревают цыган, и устанавливает, что настоящим вором была сорока.
- В эпизоде «Большой клан» телевизионного шоу «Dragnet», транслировавшегося 8 февраля 1968 года, сержант Фрайдей (Джек Уэбб) утверждает, что цыгане являются преступной организацией.
- В некоторых адаптациях романа Виктора Гюго «Собор Парижской Богоматери», таких как версия Диснея 1996 года, архидиакон Клод Фролло представлен сильно ненавидящим цыган, хотя эта характеристика не столь очевидна в оригинальном романе.
- В псевдодокументальном фильме «Борат» 2006 года персонаж Саши Барона Коэна рассказывает, что в его родном городе есть «высокий забор для защиты от цыган и евреев». Сцена с этим городом была снята в Глоде, цыганской деревне в Центральной Румынии. На протяжении всего фильма главный герой делает ещё много антицыганских высказываний.